# Duxford

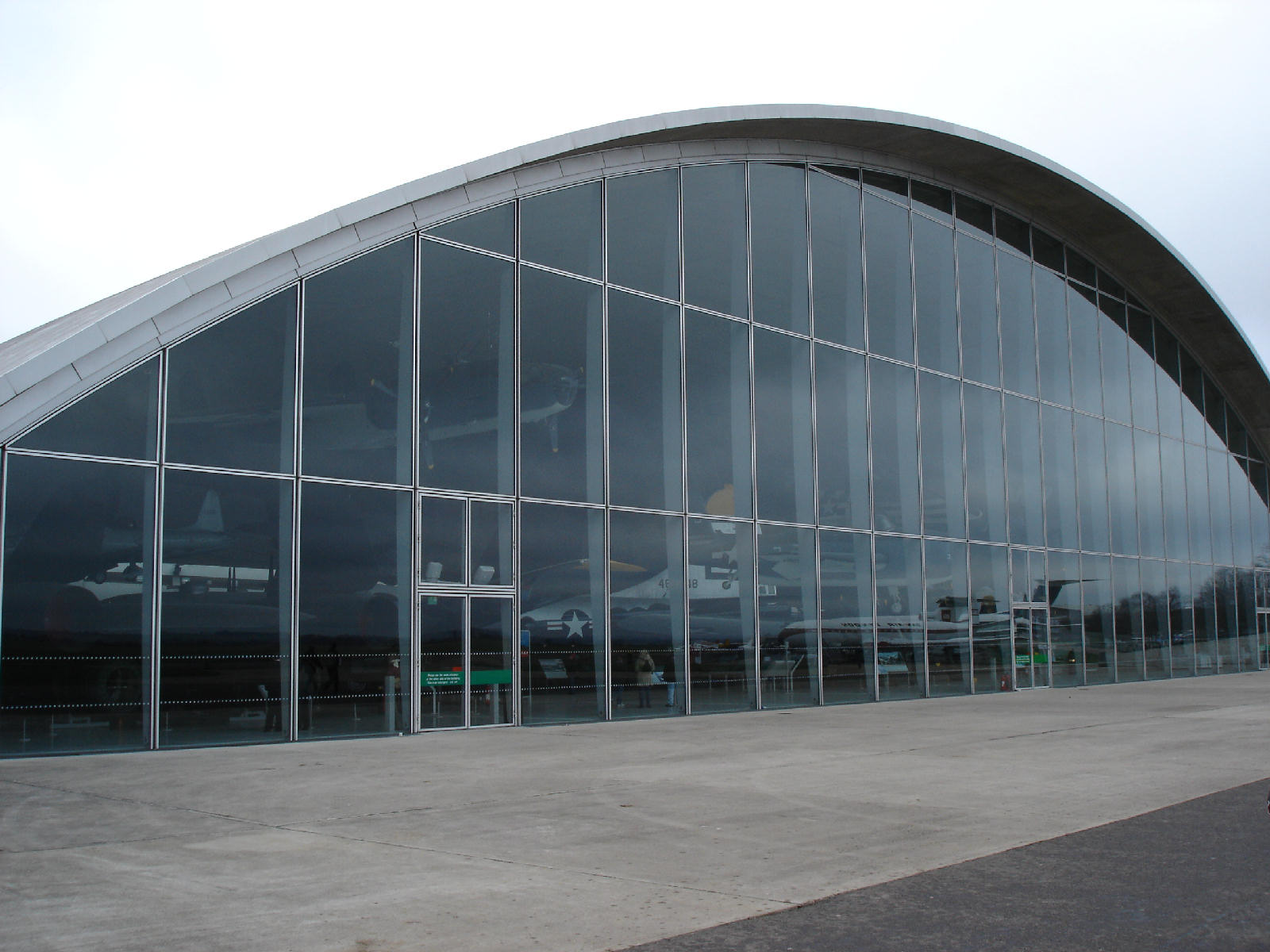
Das American Air Museum

Duxford ist eine Ortschaft rund 15 km südöstlich von Cambridge in der Region East Anglia in England. Hier befindet sich das Imperial War Museum Duxford mit unter anderem der „Big Wing“ von Douglas Bader sowie ein ehemaliger Royal-Air-Force-Flugplatz.

## St. John’s Church
Eine der beiden Kirchen im Ort ist die St. John’s Church, welche dem britischen Churches Conservation Trust gehört. Sie wurde um 1100 errichtet und im Laufe der Jahrhunderte erweitert. So stammen Kirchenschiff und Turm aus dem 12. Jahrhundert, die Apsis aus dem 13. Jahrhundert, die Nordkapelle aus dem 14. Jahrhundert sowie Nordseitenschiff und südlicher Eingang aus dem 15. Jahrhundert. Anfang des 21. Jahrhunderts wurden christliche Wandmalereien aus dem 12. Jahrhundert entdeckt.

## Sonstiges
Der Name des Flugzeugklebstoffs Redux bedeutet Research at Duxford (= Forschung in Duxford).
Auf dem ehemaligen Royal Air Force Flugplatz wurde bis 2019 rund 30 Jahre lang die Flying Legends Airshow Duxford ausgetragen.